# Storm (musikalbum)
Storm är det sjätte studioalbumet med det norska metal-bandet Theatre of Tragedy. Albumet utgavs 2006 av skivbolaget AFM Records.

## Låtlista
1. "Storm" – 3:46
2. "Silence" – 3:45
3. "Ashes and Dreams" – 4:03
4. "Voices" – 3:29
5. "Fade" – 5:57
6. "Begin and End" – 4:28
7. "Senseless" – 4:32
8. "Exile" – 4:00
9. "Disintegration" – 4:46
10. "Debris" – 5:04

- Text och musik: Theatre of Tragedy

## Medverkande
Musiker (Theatre of Tragedy-medlemmar)
- Raymond Istvàn Rohonyi – sång
- Nell Sigland – sång
- Frank Claussen – gitarr
- Hein Frode Hansen – trummor
- Lorentz Aspen – synthesizer, piano
- Vegard K. Thorsen – gitarr

Bidragande musiker
- Sareeta (Ingvild Anette Strønen Kaare) – sång
- Magnus Westgaard – basgitarr

Produktion
- Rico Darum – producent, ljudtekniker, ljudmix
- Theatre of Tragedy – producent
- Peter Keller – producent (spår 1)
- Børge Finstad – ljudtekniker
- Greg Reely – ljudmix, mastering
- Thomas Ewerhard – omslagskonst
- Emile M. Ashley – foto